# The Red Dance
The Red Dance (també coneguda com The Red Dancer of Moscow) és una pel·lícula estatunidenca del 1928 dirigida per Raoul Walsh i protagonitzada per Dolores del Río i Charles Farrell que es va inspirar en la novel·la de Henry Leyford Gates. Tot i que muda, es va estrenar amb música i efectes de so sincronitzats.

## Argment
Tasia (Dolores del Río), una bella ballarina de classe baixa de Rússia, s'enamora del príncep hereu del tron, el gran duc Eugeni (Charles Farrell), però només l'admira de lluny. A l'esclat de la revolució russa, el duc cau en captivitat i això permet que Tasia estigui a prop seu.

## Repartiment
- Dolores del Río com a Tasia
- Charles Farrell com el Gran Duc Eugeni
- Ivan Linow com a Ivan Petroff
- Boris Charsky com a agitador
- Dorothy Revier com la princesa Varvara
- Andrés de Segurola com a general Tanaroff
- Demetrius Alexis com a Rasputin
- Henry Armetta com a presoner (sense acreditar)
- Nigel De Brulier com a bisbe (sense acreditar)
- Soledad Jiménez com la mare de Tasia (sense acreditar)
- Muriel McCormac com a Tasia de petita (sense acreditar)
- Barry Norton com a Rasputin's Assassin (sense acreditar)
- Magda Sonja com a paper indeterminat (sense acreditar)

## Recepció crítica
"Hi ha una gran quantitat de letargia sobre els capítols inicials d'aquesta oferta, però l'interès augmenta en els últims passatges", va escriure Mordaunt Hall de The New York Times. "Hi ha algunes bones escenes en aquesta obra una mica salvatge, però sovint és incoherent." Variety va destacar l'actuació d'Ivan Linow com a elogi i va informar que les escenes de l'aixecament van tenir èxit, però "en cas contrari, no hi havia molt a dirigir en aquesta història, excepte mantenir-la en marxa." Oliver Claxton de The New Yorker va criticar la pel·lícula, escrivint: "Com algú amb el mínim mínim d'intel·ligència podria crear una història així està més enllà de mi... una petita crítica seria rodar la pel·lícula tan plena de forats que s'assemblaria a un formatge suís sense el formatge. L'olor, em temo, encara es mantindria."